# Staten Island Stallions
Gli Staten Island Stallions sono stati una franchigia di pallacanestro della USBL, con sede a Staten Island, nello Stato di New York, attivi tra il 1986 e il 1987.
Disputarono due stagioni nella lega, con record inferiori al 50%. Si sciolsero dopo la stagione 1987.

## Stagioni
| Stagione | Lega | Denominazione           | V  | P  | %    | Piazzamento | Play-off         |
| -------- | ---- | ----------------------- | -- | -- | ---- | ----------- | ---------------- |
| 1986     | USBL | Staten Island Stallions | 15 | 17 | 46,9 | 4º          | -                |
| 1987     | USBL | Staten Island Stallions | 9  | 21 | 30,0 | 82º         | Quarti di finale |